# Mélatonine
Pour les articles homonymes, voir Melatonine.
Ne pas confondre avec la mélanine, désignant les pigments responsables de la couleur de la peau, du plumage ou du pelage.
La mélatonine ou N-acétyl-5-méthoxytryptamine, souvent dénommée hormone du sommeil, est la molécule principale de la glande pinéale surtout connue comme étant l'hormone centrale de régulation des rythmes chronobiologiques en étant synthétisée surtout la nuit. Elle régule de nombreuses sécrétions hormonales, chez l'humain et les autres mammifères,,. Cette neurohormone est synthétisée à partir d'un neurotransmetteur, la sérotonine, qui dérive elle-même du tryptophane. Elle est sécrétée par la glande pinéale (dans le cerveau) en réponse à l'absence de lumière.
La mélatonine semble avoir de multiples fonctions autres qu'hormonales, en particulier comme antioxydant. Elle jouerait un rôle particulier dans la protection de l'ADN nucléaire et dans l'ADN mitochondrial. Elle semble aussi jouer un rôle dans le système immunitaire.
En novembre 2020, deux études préliminaires révèlent une corrélation entre la prise de mélatonine et un risque réduit de la Covid-19,. Toutefois, l'ANSES recommande à certaines catégories de la population de limiter sa consommation sous forme de complément alimentaire et d'en informer son médecin.
Des micro-organismes et diverses plantes produisent aussi de la mélatonine (dite phytomélatonine dans le cas des plantes),,,,.

## Synthèse

### Synthèse diurne constitutive de la sérotonine
La sérotonine est synthétisée de façon constitutive le jour et la nuit mais la concentration de la sérotonine dans la glande pinéale est plus faible la nuit quand elle sert de substrat à la synthèse de mélatonine,. Elle provient de la transformation du tryptophane faisant intervenir deux enzymes. Tout d'abord, le tryptophane est transformé en 5-hydroxytryptophane par l'enzyme tryptophane hydroxylase (TH). Le 5-hydroxytryptophane subit ensuite une autre modification par l'enzyme aminoacide aromatique décarboxylase (AA-DC) pour donner la sérotonine. La sérotonine est stockée dans la glande pinéale au fur et à mesure de sa synthèse. La tryptophane hydroxylase est l'enzyme limitante de la production de sérotonine.

### Synthèse nocturne régulée
Dans l'obscurité, la sérotonine est sécrétée et l'enzyme appelée sérotonine N-acétyltransférase (AA-NAT) catalyse une réaction de N-acétylation et permet la production de N-acétylsérotonine (ou N-acétyl-5 hydroxytryptamine). Ce composé est ensuite transformé en mélatonine (ou N-acétyl-5 méthoxytryptamine) grâce à l'enzyme acétylsérotonine O-méthyltransférase (ASMT).
On obtient donc le bilan suivant :
Première étape (passage de l'AANAT) :
Sérotonine (C10H12N2O) + acétyl-CoA (C23H38N7O17P3S) → N-acétylsérotonine (C12H14N2O2) + coenzyme A (C21H36N7O16P3S)
Seconde étape (passage de l'ASMT) :
N-acétylsérotonine (C12H14N2O2) + S-adénosylméthionine (C15H22N6O5S) → mélatonine (C13H16N2O2)+ S-adénosylhomocystéine (C14H20N6O5S)

### Régulation par l'AA-NAT
Chez les rongeurs, l'adrénaline nocturne, par augmentation d'AMPc, active la transcription de l'AA-NAT puis l'inhibe par accumulation graduelle d'ICER (Induced cAMP Element Response), maximum en fin de nuit.
Chez les ongulés et les primates, l'adrénaline nocturne, par augmentation d'AMPc, inhibe la protéolyse de l'AA-NAT synthétisée de façon constitutive.

### Lieux de synthèse
La mélatonine est synthétisée, dans la glande pinéale et par la rétine mais aussi par les cellules (dans les mitochondries,) de la moelle osseuse, les lymphocytes, la peau, le tractus gastro-intestinal, les testicules, les ovaires, les astrocytes ; et d'autres. Normalement, la concentration de mélatonine dans ces cellules est plus grande que celle trouvée dans le sang, mais elle ne semble pas être régulée par la photopériode.

## Apports alimentaires
Les noix et les noisettes sont des sources importantes de mélatonine biodisponible, c'est-à-dire facilement absorbable par l'organisme. La mélatonine est également présente chez une grande variété d'autres végétaux comestibles (maïs, tomates, pommes de terre, oignon, ail, ananas, banane, riz, avoine, orge, gingembre, taro, etc.) mais généralement en quantités nettement inférieures. Par ailleurs, la teneur en mélatonine de certains aliments serait encore très mal connue.
La consommation de noix entraîne une multiplication par trois des taux sanguins de mélatonine chez les rats.

## Physiologie
Elle régule la sécrétion de la plupart des hormones humaines (paracrines et endocrines). La mélatonine agit différemment selon son origine :
- celle produite dans la glande pinéale et dans le tractus gastro-intestinal[31],[32] agit comme une hormone endocrine car elle se diffuse dans le sang ;
- celle produite par la rétine agit comme une hormone paracrine[33].

### Horloge biologique
Julius Axelrod, à partir de nombreuses expériences, découvre le rôle de la mélatonine et de la glande pinéale sur le cycle du sommeil et les autres rythmes circadiens.
En temps normal, la mélatonine est sécrétée la nuit seulement (avec un pic de sécrétion à 5 heures du matin chez l'humain, et en moyenne, car sa production est inhibée par la lumière).
Elle gère (en partie) les rythmes circadiens. Les variations quotidiennes du taux de mélatonine de l'organisme ne sont pas qu'une réponse passive aux variations de luminosité du monde environnant : il est également couplé à un ou plusieurs stimulateurs endogènes (horloge circadienne).
Chez les mammifères le principal stimulateur circadien est situé dans les noyaux suprachiasmatiques (NSC) du cerveau, un ensemble bilatéral de neurones situé dans l'hypothalamus antérieur.
De nombreux animaux utilisent la variation de la durée de la production de la mélatonine comme repère biologique de la saison. Chez des animaux comme l'homme, le profil de la mélatonine est affecté par la différence de la longueur de la nuit de l'été par rapport à l'hiver. Ce changement de durée de sécrétion sert ainsi de signal biologique pour l'organisation des fonctions saisonnales dépendantes de la durée du jour (photopériodiques) comme la reproduction, certains comportements, la croissance du pelage, le camouflage par la couleur du pelage chez les animaux dépendant des saisons. Cette hormone est sécrétée à la fois par les animaux diurnes et nocturnes.

### Liens avec la glycémie
La glycémie dépendrait aussi de l'expression de quelques gènes dont celui codant un récepteur (MT2) de la mélatonine. Ce récepteur MT2 est trouvé dans la rétine, dans le nerf optique, dans la région du diencéphale mais aussi dans les cellules du pancréas sécrétant l'insuline. La mélatonine régule la sécrétion de leptine la nuit et diminue ses concentrations.

### Appétit
La mélatonine interviendrait aussi dans l'appétit (et peut-être dans certains cas d'obésité). Injectée à des rats, elle augmente leur prise de nourriture et leur poids. Inversement, une nourriture grasse perturbe le sommeil de souris de laboratoire via une hormone adiponectine, et une perturbation du rythme circadien les fait grossir. Par ailleurs, une mutation du gène codant le récepteur 2 (MT2) de la mélatonine est associée à une augmentation du risque d'obésité et au diabète de type 2, mais aussi aux troubles du sommeil,.

### Antioxydant
Dans les cellules non tumorales, la mélatonine agit comme un antioxydant impliqué dans les systèmes de protection cellulaire des organismes,, qui traverse facilement les parois cellulaires ou la barrière hémato-encéphalique. Elle détruit ou inhibe l'action de certains radicaux libres et éléments facteurs de stress oxydatif tels que le radical hydroxyle (HO•), le peroxyde d'hydrogène, le monoxyde d'azote, l'anion peroxynitrite, l'acide peroxynitreux (nitration d'un cycle aromatique très activé vis-à-vis de la substitution électrophile) et l'acide chlorhydrique. Les produits de chacune de ces réactions ont été identifiés dans les systèmes chimiques purs et dans un cas au moins in vivo. Les produits secondaires issus de l'interaction de la mélatonine avec le radical hydroxyle HO• (la 3-hydroxymélatonine) sont par exemple retrouvés dans l'urine des humains et des rats.
Paradoxalement, dans les cellules tumorales (in vitro sur des cellules humaines leucémiques), ce capteur de radicaux libres stimule au contraire, par des mécanismes encore mal compris (en 2011), la production d'espèces réactives de l'oxygène (ERO, en anglais ROS) capables de leur faire subir l'apoptose alors que la mélatonine empêche l'apoptose dans les cellules saines. De manière générale, elle semble jouer un rôle régulateur de l'apoptose. Des observations de ce type ont aussi été faites pour le cancer du sein. (in vitro et in vivo),.
La fonction antioxydante de la mélatonine pourrait être apparue très tôt dans l'évolution. Comme le composé bicyclique indole, qui représente le noyau de la molécule de mélatonine, est très riche en électrons, et qu'il est également substitué dans cette molécule par deux substituants (méthoxy- et une chaîne alkyle) fortement donneurs d'électrons qui renforcent encore cette richesse électronique, cette molécule possède de manière intrinsèque et perpétuelle la capacité d'attirer les structures pauvres en électrons (électrophiles ou oxydants, car ce qui les caractérise tous deux est leur déficience électronique) et de réagir avec elles selon le mécanisme de substitution électrophile aromatique. La mélatonine possède donc des propriétés antioxydantes de manière permanente.
En outre, la mélatonine augmente l'activité de plusieurs enzymes antioxydantes, ce qui améliore sa capacité de protection des macromolécules contre le stress oxydatif. In vitro, dans des cellules de rats, elle diminue des dégâts induits par le peroxyde d'hydrogène, quand elle est en présence de ce dernier (même à faible dose), mais ne répare pas les cellules déjà endommagées.
L'expérimentation animale a montré que la mélatonine acquise via des aliments végétaux comestibles élève le taux d'indole dans le sang. Le taux sanguin de mélatonine est corrélé avec l'activité antioxydante totale du sérum. Contrairement aux autres antioxydants (comme la vitamine C), la mélatonine, une fois oxydée, ne peut pas être directement réduite pour retrouver son état initial, car la nitration d'un aromatique est une réaction irréversible.
Ces propriétés antioxydantes la font contribuer à certains processus de détoxification de l'organisme ainsi qu'à certains processus de résistances aux stress oxydatifs, même chez des microorganismes.
Lors d'expériences faites par l'Institut de médecine militaire du ministère russe de la Défense sur des souris irradiées, la mélatonine s'est montrée moins protectrice que l'indraline et la phényléphrine pour la peau, en usage topique, mais elle avait néanmoins des propriétés radioprotectrices (contre les effets d'une source radioactive externe ; en l'occurrence une source de Cobalt 60 émettant 38,3 Gy).
L'administration de mélatonine chez le rat produirait un effet aussi anxiolytique qu'un médicament de référence, le diazépam, administré à la même dose (1 mg·kg-1).

### Système immunitaire
La mélatonine endogène produite par le système pinéal influe positivement sur le système immunitaire. Elle peut également aider à la réponse immunitaire des lymphocytes T. Son utilisation médicale pour augmenter la réponse est cependant soumise à controverse puisqu'elle favoriserait également les maladies auto-immunes. La mélatonine peut supprimer la libido en inhibant la sécrétion de la LH (luteinizing hormone) et de FSH (follicle stimulating hormone) à partir de la glande antéhypophyse, notamment chez les mammifères qui ont une période d'allaitement quand la durée des jours est longue. La reproduction des espèces qui allaitent quand le jour est long est diminuée par la mélatonine et stimulée quand le jour est court.
La mélatonine augmenterait la libido (chez les rats mâles) par un antagonisme des récepteurs de la sérotonine de type 5-HT(2A).

### Réducteurs ou inhibiteurs de la sécrétion de mélatonine

#### Bêta-bloquants
Les bêta-bloquants abolissent la sécrétion nocturne de mélatonine. Ils causent également des insomnies. Une étude de 3 semaines sur des patients hypertensifs recevant ce traitement a montré que la mélatonine améliorait la qualité du sommeil et la durée de la phase 2 du sommeil (non-REM), sans affecter les autres phases. La durée de latence avant l'endormissement a également décru.

#### La caféine
La caféine associée à de la lumière réduit les niveaux de mélatonine.

#### Autres
L'exposition à la lumière artificielle la nuit réduit la sécrétion de mélatonine.
La lumière dans le spectre du bleu émise par les LEDs et les écrans réduit significativement la sécrétion de mélatonine. La lumière rouge semble avoir l'effet inverse,.

### Autres
La mélatonine joue aussi un rôle dans la régulation de la pression artérielle et dans la protection des os,,.

## Rôles proposés en pathologie

### Maladie d'Alzheimer
Une étude clinique sur un échantillon pris au hasard (189 sujets, 90 % de femmes) publiée en 2008 montre que pour la maladie d'Alzheimer, la prise de mélatonine (de même que l'exposition à la lumière naturelle) améliore les symptômes de troubles des cycles du sommeil, en agissant comme inducteur de sommeil mais aussi comme facteur d'allongement de la durée de celui-ci.

L'exposition à la lumière naturelle diminuerait aussi chez ces malades :
- les symptômes de dépression (-19 %) ;
- les limitations fonctionnelles au quotidien (-53 %) ;
- la détérioration cognitive (-5 %).

La prise de mélatonine facilite l'endormissement (endormissement 8 minutes plus tôt en moyenne) et allonge le sommeil de 27 minutes en moyenne. L'association lumière + mélatonine a aussi diminué les comportements agressifs (-9 %), les phases d'agitation et de réveils nocturnes.

Le Dr Albert Lachman (spécialiste des troubles du sommeil) estime qu'en améliorant le sommeil du malade on améliore aussi les fonctions cognitives et l'humeur. Il conseille « de bien éclairer les pièces en journée, de laisser les rideaux ouverts et, à l'inverse, de diminuer les sources de lumière en soirée pour que l'organisme reçoive le signal que la nuit est là ». « Malheureusement, dans certaines maisons de repos, pour des questions d'organisation, on fait plutôt l'inverse » ajoute-t-il.

### Dépression saisonnière
Dans les régions à hiver très gris comme l'Europe du Nord et le Canada, la baisse de luminosité hivernale (jours courts et gris) pourrait déclencher une surproduction de mélatonine engendrant chez un grand nombre de personnes une asthénie, voire une dépression saisonnière, qui disparaissent au printemps,.
Un nouvel antidépresseur (agomélatine) cible les récepteurs à la mélatonine. La mélatonine pourrait avoir des effets positifs sur certaines maladies psychiatriques,,.
Des séances de luminothérapie ne permettent pas de réguler la production de mélatonine mais augmentent la sérotonine.

### Syndrome prémenstruel
Une étude sur un petit groupe de femmes ayant un diagnostic de syndrome prémenstruel a montré que, lors de cette phase, les concentrations de mélatonine étaient significativement diminuées, ce qui pourrait expliquer les troubles du sommeil et la fatigue physique et psychique qui accompagne ce syndrome.

### Sclérose latérale amyotrophique
Une étude chez la souris atteinte de sclérose latérale amyotrophique semble indiquer que la physiopathologie est associée avec un déficit en mélatonine ou son récepteur au niveau de la moelle épinière.

### COVID-19
Sous réserve de confirmation par des essais contrôlés randomisés, des travaux américains récents (novembre 2020), font de la mélatonine un traitement théoriquement intéressant, complémentaire, contre le COVID-19 : après l'intubation elle améliore les chances de survie des patients Covid-19 (+ 13,1 %) et non Covid-19 (+ 27,8 %). Idem chez les malades du Covid-19 sous ventilation mécanique (+ 12,7 %) mais pas chez ceux qui sont ventilés mécaniquement pour d'autres raisons que la Covid-19. Son mécanisme d'action est mal compris.

C'est peut-être en réduisant le syndrome inflammatoire induit par le virus SARS-CoV-2 qu'elle agirait. Ce résultat est issu d'analyses de données faites par une plate-forme d'intelligence artificielle du Lerner Research Institute lié à la Cleveland Clinic (États-Unis) visant à identifier de possibles médicaments (existants) contre le coronavirus. En outre selon le registre Covid-19 de la Cleveland Clinic les patients qui avaient un traitement comprenant de la mélatonine avaient 30 % de risques en moins d'avoir un tests positifs au SARS-CoV-2 (après ajustement de certaines variables tels que l'âge, l'origine ethnique, le tabagisme et diverses comorbidités). Et chez les afro-américains, le risque diminuait de 52 % (après ajustement pour les mêmes variables).

### Cancer
20 mg par jour de mélatonine diminue les effets secondaires de la radio-chimiothérapie d'au moins 60% et augmente la survie à un an d'au moins 30% dans une méta-analyse d'essais cliniques portant sur des cancers solides. Des études préliminaires indiquent que des doses plus élevées, seules ou en association avec d'autres substances, semblent avoir des effets bénéfiques,,.

### Migraine
La prise de 3 mg de mélatonine, à libération immédiate, le soir avant de se coucher, semble efficace.

### Sepsis
L'administration intraveineuse de mélatonine améliorerait l'évolution de la maladie chez les patients chirurgicaux atteints de sepsis sévère.

## Usage médical
L'augmentation de la sécrétion de mélatonine en fin de journée est impliquée dans le déclenchement du sommeil. Néanmoins, les doses sécrétées par l'organisme varient beaucoup selon les individus (certaines personnes n'en sécrétant que très peu) et au cours de la vie en fonction de l'âge. Elle est donc utilisée depuis quelques années, dans certains pays, pour soigner les troubles du sommeil (insomnies). La mélatonine est ainsi employée dans les insomnies en rapport avec le syndrome du décalage horaire lors des voyages transcontinentaux. Dans les autres types d'insomnie (comme l'insomnie chez les personnes âgées), son efficacité n'est que modeste. Contrairement aux benzodiazépines, la mélatonine ne provoquerait pas de dépendance.
Aux États-Unis, au Canada et au Mexique, par exemple, la mélatonine est en vente libre.
En Europe, la mélatonine a obtenu une autorisation de mise sur le marché (AMM) via la procédure centralisée dosée à 2 mg.
En France, la mélatonine est en vente libre depuis février 2014 dans les pharmacies et dans les grandes surfaces, mais elle n'est pas remboursée par l'Assurance-maladie. Cette molécule est toutefois inscrite sur la liste I des substances vénéneuses depuis le 7 avril 2009, jusqu'en octobre 2011 où son inscription passe à la liste II. Malgré ces mesures législatives, elle se trouverait encore commercialisée hors officine en 2014. Elle dispose, en France, d'une AMM depuis 2008 et est commercialisée sous le nom de Circadin, mélatonine à libération prolongée,,. Elle est indiquée, en monothérapie, pour le traitement à court terme de l'insomnie primaire caractérisée par un sommeil de mauvaise qualité chez des patients de 55 ans ou plus. Elle n'est pas remboursable dans les indications de l'AMM mais le médicament peut être pris en charge à titre dérogatoire par l'Assurance maladie dans la limite de 500 € par année civile et par patient dans l'indication : « traitement du trouble du rythme veille-sommeil, chez l'enfant de plus de 6 ans, associé à un syndrome de Rett ou à l'une des maladies neurogénétiques suivantes : syndrome de Smith-Magenis, syndrome d'Angelman, sclérose tubéreuse de Bourneville. »
Les compléments alimentaires à base de mélatonine ne doivent pas dépasser 1,9 mg. En fait, une dose quotidienne de 0,3 mg (300 μg) est suffisante pour recaler un rythme circadien déphasé. Pourtant, certains produits en vente libre contiennent de 3 à 10 fois plus de cette hormone qu'il n'est nécessaire pour améliorer la qualité du sommeil. Ces hautes doses peuvent même être contre-productives. Une étude montre que des doses élevées de mélatonine peuvent avoir des effets inappropriés (« too much melatonin may spill over onto the wrong zone of the melatonin phase-response curve ») : dans cette étude, 0,5 mg de mélatonine a été efficace, mais pas 20 mg (40 fois plus).

### Analogues pharmaceutiques de la mélatonine
Alors que la mélatonine n'est pas largement recommandée par les autorités médicales, le ramelteon ((S)-N-(2-(1,6,7,8-tétrahydro-2H-indéno-(5,4)furan-8-yl)éthyl)propionamide), vendu sous le nom de Rozerem (propriété de Takeda Pharmaceuticals), ainsi que le tasimeltéon qui est conçu pour activer les récepteurs de la mélatonine MT1 et MT2, a été approuvé pour le traitement de l'insomnie aux États-Unis.
Divers analogues sont étudiés visant les récepteurs de la mélatonine, par exemple testés contre les effets de la tension intraoculaire (chez le lapin au début des années 2000),,.
Depuis 2011, il est prouvé que les récepteurs MT1 et MT2 agissent de manières opposées, le MT1 agissant sur le sommeil paradoxal (REM) et le MT2 sur le sommeil non-paradoxal (non-REM). Le développement d'un ligand sélectif du récepteur MT2 permet d’isoler les effets réparateurs spécifiques de son activation.

### Traitement des douleurs chroniques liées à l'endométriose
La mélatonine réduit les scores de douleur quotidiens avec une amélioration de la qualité du sommeil des femmes souffrant d'endométriose.

### FIV et la Mélatonine
La mélatonine, principalement connue pour réguler le cycle veille-sommeil, joue également un rôle significatif dans la fertilité. Elle influence les hormones reproductives et se trouve dans le liquide folliculaire des ovaires, contribuant à la protection et au développement des ovocytes (cellules œufs). Ses propriétés antioxydantes sont essentielles pour réduire le stress oxydatif, qui peut affecter la fertilité chez les deux sexes.
Chez les femmes suivant des traitements de FIV (fécondation in vitro), la mélatonine est reconnue pour améliorer la qualité des ovocytes et a été associée à de meilleurs résultats. Chez les hommes, elle pourrait améliorer la qualité du sperme en atténuant les dommages oxydatifs. Cependant, il est important de noter que la supplémentation en mélatonine est généralement recommandée spécifiquement pour les traitements de FIV et non pour les grossesses régulières. L'utilisation de la mélatonine dans les grossesses habituelles manque de recherches suffisantes pour établir sa sécurité et son efficacité.

### Usages en médecine vétérinaire
La plupart des animaux semblent produire de la mélatonine et/ou y être sensibles. La mélatonine est aussi un produit vétérinaire qui permet des gestations à toute période de l'année chez des mammifères d'élevage (chèvre…). Les poules exposées à la lumière pondent toute l'année, phénomène induit par l'éclairage forcé.

### Rôles de la lumière et de l'obscurité
L'impact de l'éclairage artificiel sur l'humain est encore mal mesuré, mais les aveugles souffrent souvent de troubles du sommeil. La prise quotidienne de mélatonine une heure avant le coucher recalerait leur rythme circadien sur le cycle de vingt-quatre heures et donc améliorerait, voire préviendrait, les troubles du sommeil.

### Effets indésirables
On a longtemps considéré que les effets indésirables de la mélatonine utilisée comme médicament ou en complément alimentaire (autorisée en France s'ils apportent moins de 2 mg/jour de mélatonine) étaient rares (excepté la somnolence, si prise à haute dose), car la mélatonine exogène n'était pas supposée affecter sa sécrétion endogène, à court ou moyen terme.
Toutefois : 
- la prise de mélatonine associée à un inhibiteur des monoamine oxydases (IMAO) peut provoquer un surdosage car les IMAO inhibent la métabolisation de la mélatonine par l'organisme ;
- en 2018, l'ANSES a recommandé à certaines populations de ne pas utiliser de compléments alimentaires contenant de la mélatonine ou de le faire après un avis médical[120]. Ceci fait suite à des effets indésirables signalés (en lien avec le programme français de nutrivigilance qui a reçu 90 cas d'effets indésirables avant 2018), qui évoquent des risques « en particulier des femmes enceintes et allaitantes, des enfants et des adolescents, des personnes souffrant de maladies inflammatoires, auto-immunes, d’épilepsie, d’asthme, de troubles de l’humeur, du comportement ou de la personnalité, ainsi que des personnes suivant un traitement médicamenteux[120]. La consommation est également déconseillée pour les personnes devant réaliser une activité nécessitant une vigilance soutenue chez lesquelles une somnolence pourrait poser un problème de sécurité »[120]. La mélatonine affecte l’horloge biologique mais aussi l'humeur, l'immunité, la température corporelle et la motricité intestinale et agit parfois comme vasodilatateur, vasoconstricteur et/ou comme pro-inflammatoire pouvant dans certains contextes ou en interagissant avec d’autres substances induire des effets indésirables généraux (« céphalées, vertiges, somnolence, cauchemars, irritabilité ») voire des troubles neurologiques (« tremblements, migraines ») et gastro-entériques (« nausées, vomissements, douleurs abdominales »)[120]. 
L'Agence recommande aux personnes en bonne santé de limiter ces compléments alimentaires et de les signaler à leur médecin[120].
- D'après une méta-analyse de 2022, la mélatonine ne causerait pas spécialement d'effets indésirables graves[121].